# Humphry Repton

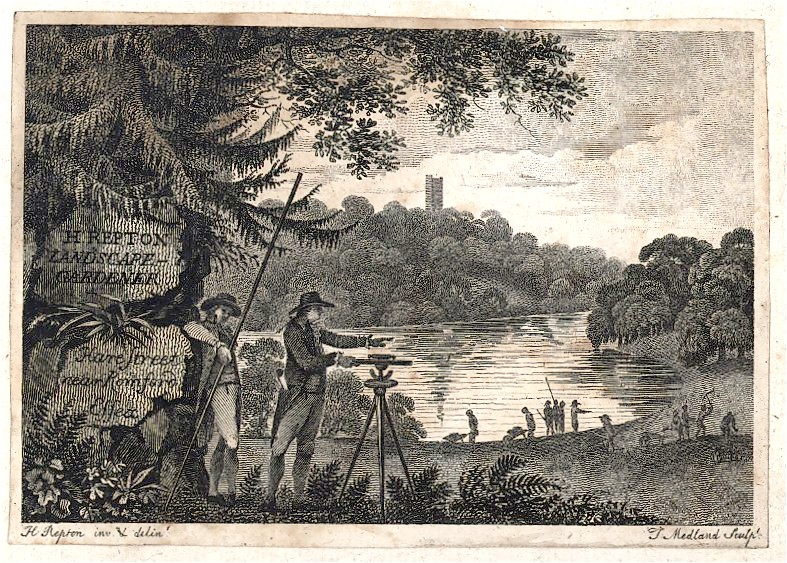
Carte de visite de Humphry Repton
par Thomas Medland.

Humphry Repton, ou Humphrey Repton (21 avril 1752 - 24 mars 1818), est le dernier des grands paysagistes anglais du XVIIIe siècle. Son prénom est souvent orthographié — à tort — « Humphrey ».

## Œuvre
Il est souvent considéré comme le successeur de Capability Brown ; c'est lui qui est également à l'origine des styles plus complexes et éclectiques du XIXe siècle.
Adversaire de Uvedale Price, théoricien du paysage pittoresque, il influence néanmoins le travail de William Sawrey Gilpin. 

### Liste des parcs et jardins remodelés par Humphry Repton
Humphry Repton conçoit des plans pour les parcs de nombre des plus belles demeures anglaises :
- Antony House
- Ashridge Gardens
- Ashton Court
- Attingham Park
- Bayham Abbey[3]
- Bolwick Hall
- Broke Hall[4]
- Burley-on-the-Hill
- Cassiobury Park
- Catton Park, Old Catton, Norwich
- Clumber Park[5]
- Cobham Hall
- Corsham Court
- Crewe Hall
- Culford Hall, aujourd'hui Culford School
- Dyrham Park
- Endsleigh House
- Grovelands Park
- Hanslope Park
- Harewood House
- Hatchlands Park
- Highams Park, Woodford
- Hylands Park, Chelmsford
- Kenwood House
- Longleat House[6]
- Plas Newydd
- Pentillie[7]
- Rode Hall[8]
- Royal Pavilion à Brighton
- Royal Fort, Bristol
- Russell Square, Bloomsbury
- Sezincote House
- Shardeloes
- Sheringham Park
- Stanage Park
- Stanmer Park
- Abbaye de Stoneleigh
- Sufton Court, Herefordshire
- Tatton Park
- Trent Park
- Uppark[9]
- Warren House, Loughton
- West Wycombe Park
- Wimpole Hall
- Wingerworth Hall
- Woburn Abbey